# 詹尼茨切克山
詹尼茨切克山（英語：Mount Janetschek），是南極洲的山峰，位於維多利亞地的斯科特海岸，海拔高度1,455米，美國地質調查局根據測量和美國海軍拍攝的空中照片繪入地圖，現時由南極條約體系管理。